# Clathrotellina tenuilamellata
Clathrotellina tenuilamellata is een tweekleppigensoort uit de familie van de Tellinidae. De wetenschappelijke naam van de soort is voor het eerst geldig gepubliceerd in 1885 door Smith.